# La Giuditta (3 voix)
La Giuditta « de Cambridge »
Ne doit pas être confondu avec La Giuditta (5 voix).

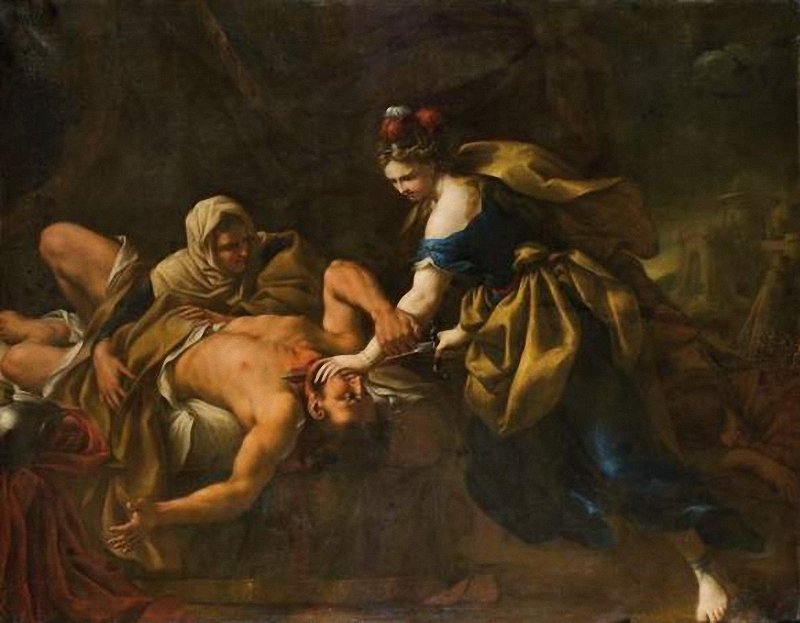
Judith et Holopherne par Nicola Vaccaro (1640–1709). Le peintre napolitain réalise un des portraits du compositeur.

La Giuditta (R.500.9), est un oratorio du compositeur italien Alessandro Scarlatti. Il est pour trois solistes (SAT), cordes et basse continu, sur un livret du prince Antonio Ottoboni (père du cardinal Pietro Ottoboni) et créé à Naples, vers 1690.
Basé sur le Livre de Judith, il raconte l'histoire de l'héroïne des Hébreux qui a libéré la ville assiégée de Bethulia après avoir séduit et décapité le général Holopherne, chef de l'armée du roi assyrien.
L'oratorio est souvent intitulé La Giuditta « de Cambridge », depuis que le manuscrit est conservé à la Rowe Music Library, pour le distinguer d'un autre oratorio du même nom d'Alessandro Scarlatti, mais à 5 voix, dénommé La Giuditta « de Naples » (1693).

## La Giuditta (à 3 voix)
Oratorio a tre voci, archi e basso continuo in due parte
| Giuditta | soprano |
| Nutrice  | alto    |
| Oloferne | ténor   |

### Première partie

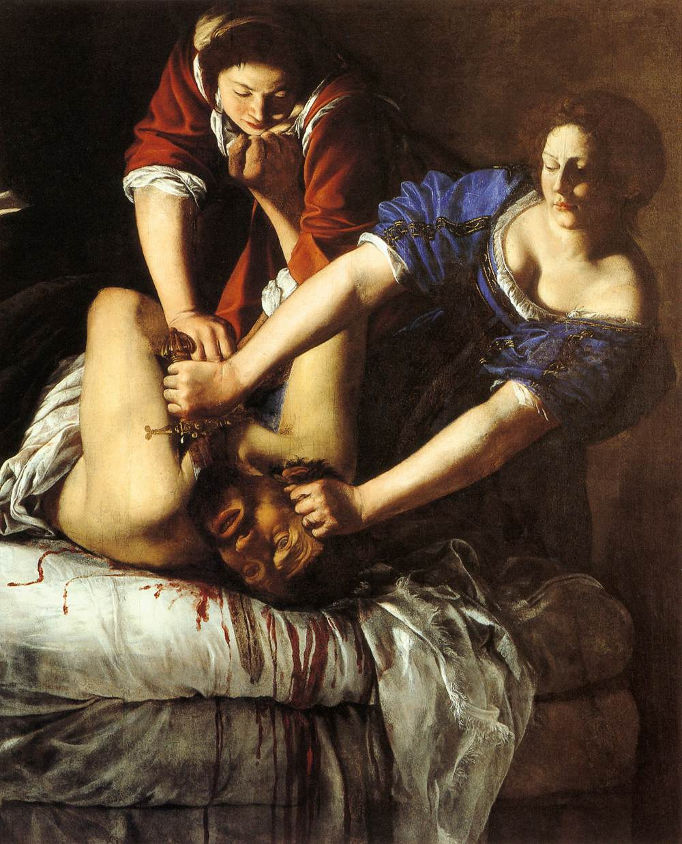
« Judith décapitant Holopherne », par Artemisia Gentileschi vers 1612 (Naples, Musée de Capodimonte).

- Sinfonia : Allegro - Adagio - Allegro
- Récitatif (Giuditta) - « Nutrice, Au fato Assiro »
- Aria (Giuditta) - « Turbe timide »
- Récitatif (Nutrice) - « Signora, ah che Lui strida »
- Aria (Nutrice) - « À che giova »
- Récitatif (Giuditta) - « S'il più forte vacilla »
- Aria (Giuditta) - "Sciolgo il crin"
- Récitatif (Giuditta, Nutrice) - « Scordato consigliere »
- Duetto (Nutrice, Giuditta) - « Deh, rifletti »
- Récitatif (Giuditta, Nutrice) - « Segui Mère il mio passo »
- Aria (Nutrice) - « Sommo A donné »
- Récitatif (Giuditta) - « Ecco, ecco Lui tende assire »
- Aria (Giuditta) - « Chi M'addita per pietà »
- Récitatif (Nutrice) - « Vedi, tra folte schiere »
- Aria (Giuditta) - « Chi M'addita per pietà »
- Récitatif (Oloferne, Nutrice) - « Donna, De' petti Assiri »
- Aria (Oloferne) - « Togliti! »
- Récitatif (Giuditta) - « Duce, Bettulia è serva »
- Aria (Giuditta) - « Se ritorno entre lui mura »
- Récitatif (Oloferne) - « Donna, À torto m'accusi »
- Aria (Oloferne) - « Mon combatte, mon stringe »
- Récitatif (Oloferne) - « Ma Ne, vanne »
- Duetto (Giuditta, Oloferne) - « Ton m'uccidi »

### Seconde partie
- Récitatif (Giuditta) - « Du pianto vostro »
- Aria (Giuditta) - « Posso Et voglio »
- Récitatif (Nutrice, Giuditta) - « Dell'inimico Assiro »
- Duetto (Giuditta, Nutrice) - « Vincerò »
- Récitatif (Giuditta) - « Mère, apprendo il cimente »
- Aria (Giuditta) - « Non Toi soigne ou libertà »
- Aria (Nutrice) - « Non Toi soigne ou libertà »
- Duetto (Nutrice) - « Libertà, libertà »
- Récitatif (Oloferne) - « Belle, non ruotan gl'astri »
- Aria (Oloferne) - « Quella terra »
- Récitatif (Oloferne, Giuditta) - "Ma impallidita"
- Aria (Oloferne) - "Belle, ma vuoi deridere"
- Récitatif (Oloferne, Giuditta) - "Vieni, Et lui nostre dîne"
- Aria (Oloferne) - "Già, già sapesti ferir"
- Récitatif (Giuditta, Oloferne) - "Siedo, ma non già siede"
- Duetto (Giuditta, Oloferne) - « Piega o Duce »
- Récitatif (Giuditta, Nutrice) - « Madre, perché i riposi »
- Récitatif accompagné (Nutrice, Oloferne) - « Ardea Ai donné fiamma impura »
- Aria (Nutrice) - « Dormi, o fulmine di guerra! »
- Récitatif (Nutrice, Giuditta, Oloferne) - « Disse, e dormì Sansone »
- Aria (Giuditta) - « Ton che desti »
- Récitatif (Nutrice, Giuditta) - « Ecco le mura amiche »
- Duetto (Nutrice, Giuditta) - « Spunta l'alba »
- Récitatif (Giuditta) - « Amici, eccovi il teschio »
- Aria (Giuditta) - « Di Bettulia avrai la sorte »

## Édition moderne
- La Giuditta di « Cambridge », Lino Bianchi (éd.), Rome, Edizioni de Santis, 1966 (OCLC 985536518)

## Enregistrements
- Rosita Frisani (Giuditta) ; Mario Nuvoli (Oloferne), Marco Lazzara (Nutrice) ; Alessandro Stradella Consort, dir. Estevan Velardi (1995, Bongiovanni GB2197-2) (OCLC 950868207)
- Julianne Baird, soprano (Giuditta) ; Philip Anderson, ténor (Oloferne) ; Marshall Coid, contreténor (Nutrice) ; The Queen's Chamber Band, Elaine Comparone (2005, Albany Records TROY904-05) (OCLC 705355326)
- Sophie Landy (Giuditta) ; Carl Ghazarossian (Oloferne) ; Raphaël Pichon (Nutrice) ; Ensemble baroque de Nice, dir. Gilbert Bezzina (concerts 6-7 et 9 mars 2008, Dynamic CDS 596)[1],[2] (OCLC 326882498)

Aria
- Dormi o fulmine (Nutrice), dans Siface : l’amor castrato - Filippo Mineccia, countreténor ; Ens. Nereydas, dir. Javier Ulises Illán (mai 2017, SACD Glossa) (OCLC 1052467638)